# José Antonio Reynafé
José Antonio Reynafé (1796, Tulumba, Córdoba, Argentina-1837, Buenos Aires,  Argentina) fue un comerciante y funcionario argentino, gobernador interino de la provincia de Córdoba en diferentes oportunidades.
Nació en 1796 en Tulumba (Córdoba), y fue el décimo de doce hijos que tuvieron Guillermo Reynafé (de origen irlandés, su apellido original era «Queenfaith» —asimismo, este era una forma anglicanizada de «Kenefick» o «Kennefeaky» de origen gaélico irlandés—) y Claudia Hidalgo de Torres. Estudió en una escuela rural. 
En la capital cordobesa, fue comerciante y, a diferencia de sus hermanos, no era tan acaudalado, siendo propietario solamente de una pequeña estancia.
Fue comisario de milicias de Tulumba en los años 1820 y 1821, y en la gobernación de Juan Bautista Bustos, ocupó diversos puestos administrativos. Tras la derrota de Bustos ante José María Paz, se radicó con su hermano Francisco en Santa Fe. Allí, bajo la protección de Estanislao López, lo acompañó en la campaña contra Paz.

## Gobernador interino
En 1831, su hermano José Vicente asume el gobierno de Córdoba, y lo llama al ejército de la provincia. En junio de 1832, lo sustituyó al salir a la campaña con el propósito de combatir a los indios. El 25 de octubre de ese año, José Antonio Reynafé es autorizado por la Legislatura para comunicar a las provincias del litoral la resolución para juzgar al general Paz, quien se hallaba prisionero. Durante este interinato, no efectuó mayores acciones gubernativas, más allá de los asuntos administrativos. En noviembre de 1833, José Vicente Reinafé dejó la capital por causa de enfermedad, delegando en su hermano José Antonio, quien tuvo por secretario al Dr. Domingo Aguirre. En esta oportunidad, dictó dos decretos de importancia: el 8 de julio de 1834, uno reglamentando el ramo de minería, y otro, el 26 de aquel mes, inhabilitando y expulsando a Benito Lascano, vicario apostólico de la diócesis de Córdoba, quien había tenido entredichos con las autoridades. Además, comisionó a su hermano Francisco a entrevistarse con Estanislao López, a fin de acordar un plan para combatir a los indios; creó la cátedra de derecho público y redujo la de derecho civil, en la Universidad de Córdoba; creó varias escuelas primarias; mandó a refaccionar la escuela de Villa del Rosario; se construyó la parte alta del Cabildo; etc. José Vicente Reinafé reasumió el mando en septiembre de 1834. Poco después vuelve a ausentarse de Córdoba por diversas causas, quedando José Antonio a cargo del gobierno hasta el 28 de octubre de 1834.

## Últimos años
El 25 de enero de 1835, se casó con Lucía Funes, hija del ex-gobernador José Roque Funes. Ese año, los Reynafé son acusados por el asesinato de Facundo Quiroga. José Antonio escapó a Bolivia y luego a Chile, radicándose en Antofagasta, donde sería detenido y posteriormente entregado a las autoridades. Sus bienes fueron confiscados y fue conducido a la cárcel de Luján, donde, condenado a muerte, falleció por causas naturales una semana antes de la ejecución. Fue sepultado en el Cementerio de la Recoleta el 18 de octubre de 1837. 